# 할리스코주

할리스코 주

할리스코주(스페인어: Jalisco)는 멕시코 서부에 위치한 주로 주도는 과달라하라이며 면적은 78,588km2, 인구는 7,554,931명(2012년 기준), 인구 밀도는 96명/km2이다. 1823년 12월 23일에 신설되었으며 125개 지방 자치체를 관할한다. 북서쪽으로는 나야리트주, 북쪽으로는 사카테카스주와 아과스칼리엔테스주, 북동쪽으로는 두랑고주와 과나후아토주, 산루이스포토시주, 남쪽으로는 콜리마주와 미초아칸주, 서쪽으로는 태평양과 접한다.

주기
주 문장

## 인구
| 연도 | 인구      | ±%     |
| ---- | --------- | ------ |
| 1895 | 1,114,765 | —      |
| 1900 | 1,153,891 | +3.5%  |
| 1910 | 1,208,855 | +4.8%  |
| 1921 | 1,191,957 | −1.4%  |
| 1930 | 1,255,346 | +5.3%  |
| 1940 | 1,418,310 | +13.0% |
| 1950 | 1,746,777 | +23.2% |
| 1960 | 2,443,261 | +39.9% |
| 1970 | 3,296,586 | +34.9% |
| 1980 | 4,371,998 | +32.6% |
| 1990 | 5,302,689 | +21.3% |
| 1995 | 5,991,176 | +13.0% |
| 2000 | 6,322,002 | +5.5%  |
| 2005 | 6,752,113 | +6.8%  |
| 2010 | 7,350,682 | +8.9%  |
| 2015 | 7,844,830 | +6.7%  |
| 2020 | 8,348,151 | +6.4%  |